# Acuerdo Sazónov-Paléologue

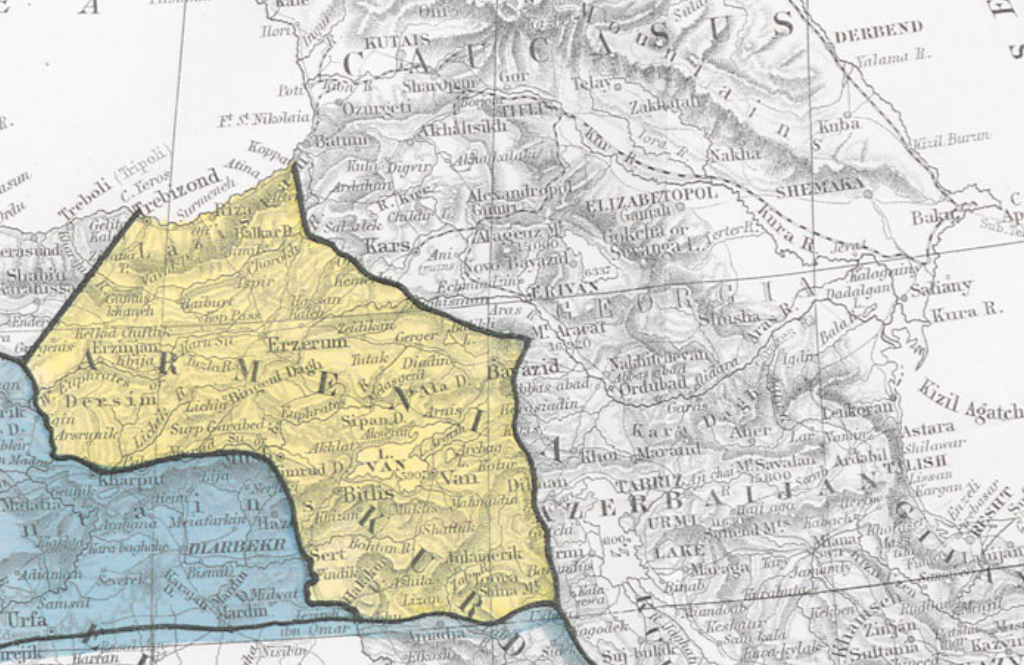
Extracto de un memorando del Ministerio de Asuntos Exteriores británico de enero de 1919 que resume los acuerdos de guerra relacionados con el Imperio Otomano: el área del Acuerdo Sazonov-Paléologue cedida a Rusia está en amarillo.

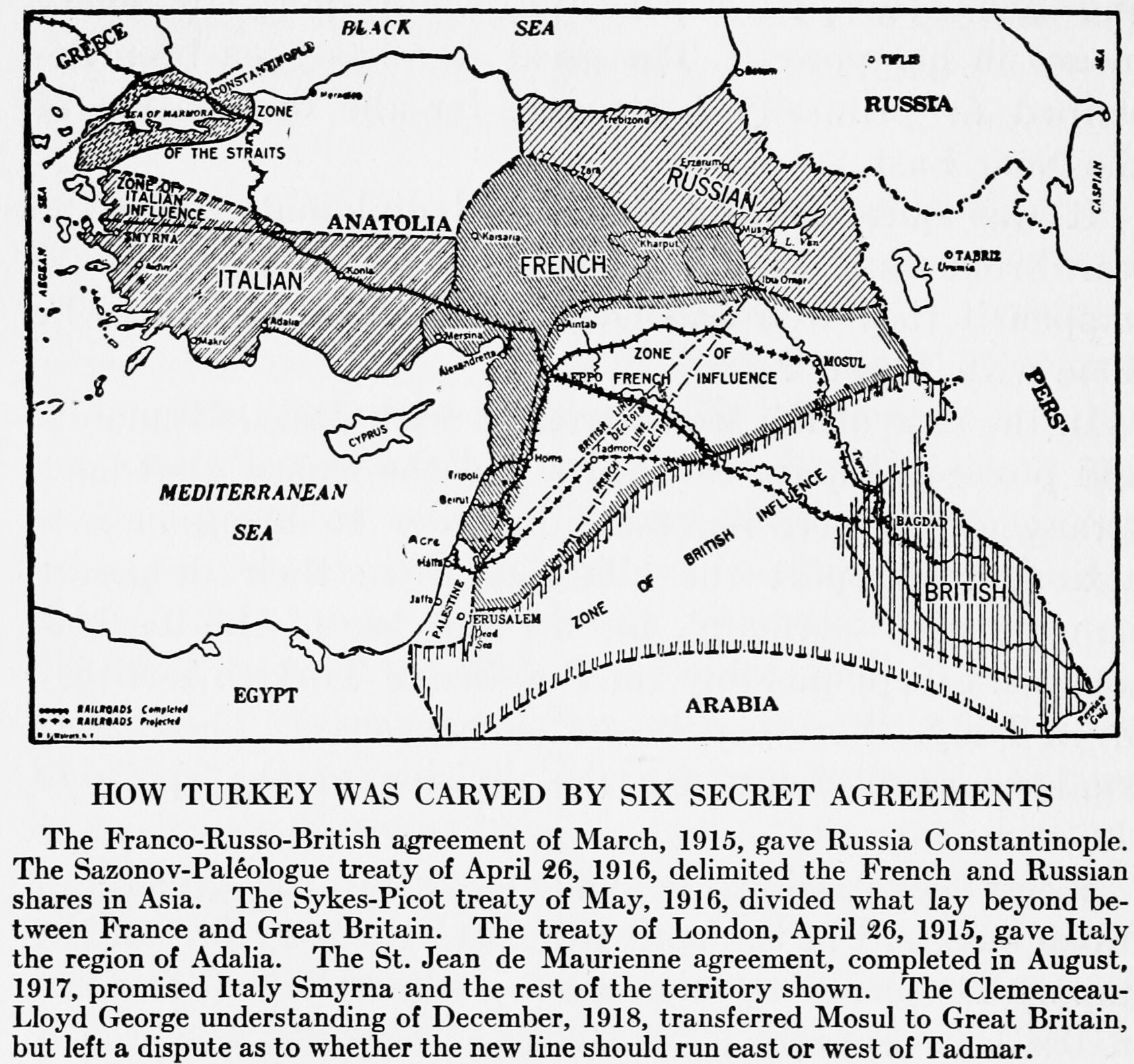
Los tratados resumidos en 1923 por Ray Stannard Baker, quien fue secretario de prensa de Woodrow Wilson durante la Conferencia de Paz de París.

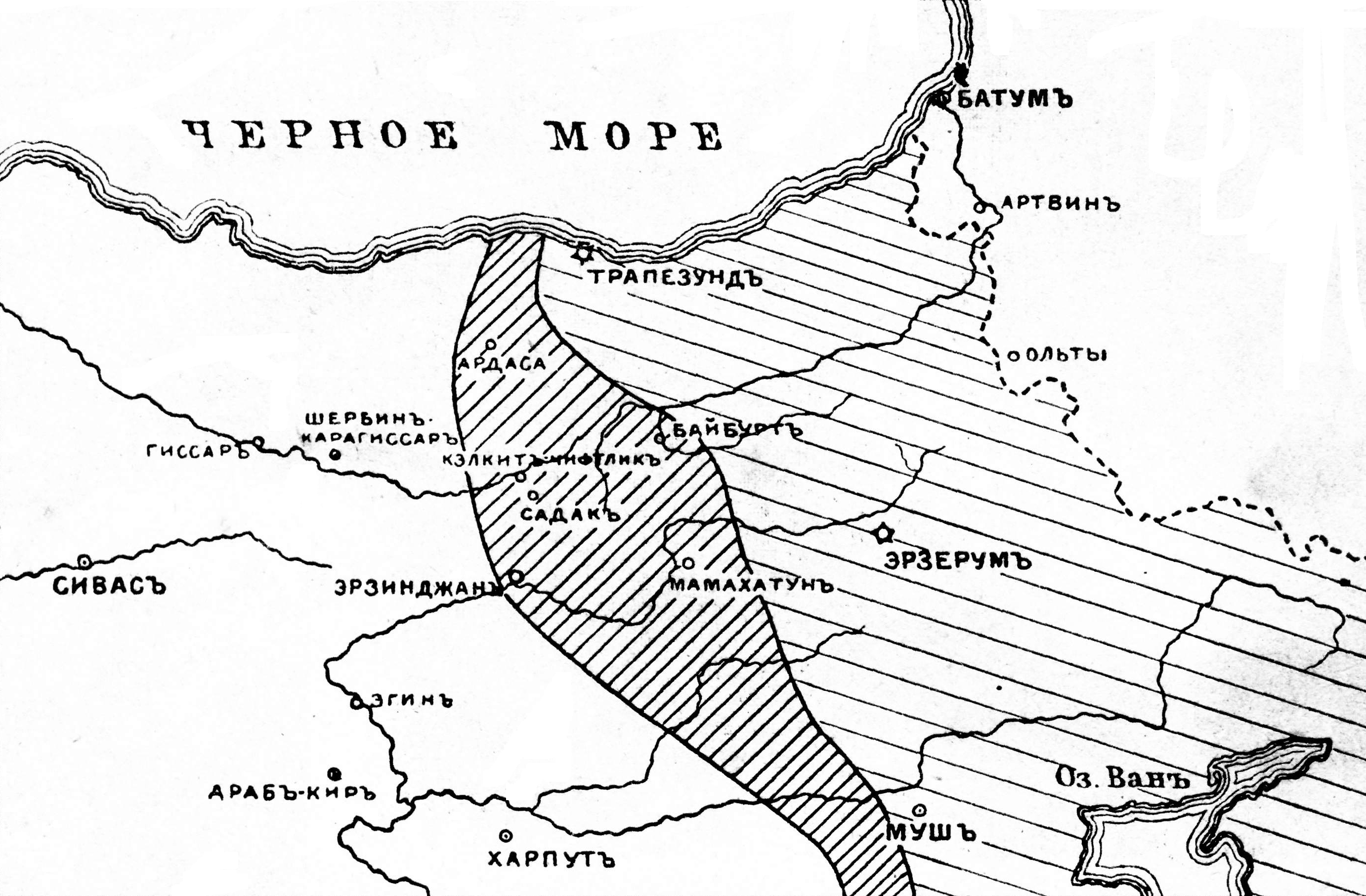
Armenia occidental bajo ocupación rusa en el verano de 1916

El Acuerdo Sazonov-Paléologue fue una carta escrita el 26 de abril de 1916 del Ministro de Asuntos Exteriores ruso, Sergey Sazonov, hacia el embajador francés en Rusia, Maurice Paléologue, sobre Armenia occidental y el Acuerdo anglo-francés Sykes-Picot . El acuerdo sobre la influencia de Rusia sobre la Armenia occidental se dio a cambio del consentimiento ruso al acuerdo Sykes-Picot. El acuerdo tuvo lugar durante el primer aniversario del Tratado de Londres.
A Rusia se le asignaron las provincias (vilayets) de Erzurum, Trebisonda, Bitlis y Van; gran parte del territorio el cual estaba bajo ocupación rusa en ese momento.